# Vandebron
Vandebron is een Nederlands energiebedrijf en is eigendom van Essent - dat eigendom is van E.ON. Vandebron levert groene stroom en gas aan particuliere en zakelijke klanten. Het heeft zelf geen productiecapaciteit, maar biedt energie aan van onafhankelijke Nederlandse producenten, veelal land- en/of tuinbouwbedrijven met (een) windmolen(s), biogasinstallatie of zonnepanelen. Vandebron geeft de klant de mogelijkheid zelf een producent te kiezen. Deze producenten hanteren verschillende prijzen. Het gas dat via Vandebron geleverd wordt, is 'gewoon' aardgas, maar de CO2-compensatie hiervan vindt plaats via drie 'Gold Standard-projecten' en drie andere compensatieprojecten.

## Geschiedenis
Vandebron werd eind 2013 opgericht als besloten vennootschap (bv). De levering van energie begon in april 2014. Begin 2019 leverde Vandebron namens particuliere producenten energie aan zo'n 180.000 huishoudens. Inmiddels heeft het bedrijf ruim 200 energiebronnen die energie opwekken voor deze huishoudens.
Vandebron werd eind 2016 uitgeroepen door de Consumentenbond tot beste energieleverancier van Nederland. Daarnaast werd het bedrijf beoordeeld als een van de groenste energieleveranciers.

### Actie sluiting Centrale Hemweg
Na de verkiezingen van 15 maart 2017 kwamen de partijen VVD, CDA, D66 en GroenLinks aan de onderhandelingstafel te spreken over het sluiten van alle resterende kolencentrales in Nederland. Deze voor VVD en CDA dure maatregel was volgens GroenLinks en D66 noodzakelijk om de klimaatafspraken van Parijs te halen. Eind maart 2017 bood Vandebron aan om de Amsterdamse kolencentrale Hemweg-8 voor 1 miljoen euro op te kopen om deze te sluiten, waarbij Vandebron de ontmanteling voor haar rekening zou nemen. Ook de gemeente Amsterdam en Tony's Chocolonely wilden elk wel een miljoen bijleggen. Nuon-directeur Alexander van Ofwegen reageerde op 27 maart dat er echter in totaal wel 50 tot 55 miljoen nodig is: 40 miljoen voor een vertrekregeling voor de werknemers en nog eens 10 tot 15 miljoen voor de ontmanteling van de centrale. Op 7 april 2017 startten Vandebron, Triodos Bank, Stichting DOEN en anderen daarop de crowdfundingsactie "Wij willen #Hemweg". Het totale gespaarde bedrag was inmiddels 5 miljoen. Greenpeace en het burgerinitiatief Hete Kolen sloten zich bij de actie aan. Nadat eind 2017 het regeerakkoord van Rutte III; "Vertrouwen in de toekomst" werd gepresenteerd, waarin de sluiting van alle kolencentrales in 2030 werd aangekondigd, besloot men de actie te staken en de donaties terug te storten.

### Elektrisch vervoer
Op 2 mei 2017 kondigde Vandebron aan dat ze samen met netbeheerder TenneT aan een project werken. In dit project worden elektrische auto's gekoppeld aan het stroomnet, waarmee het net beter uitgebalanceerd kan worden. Vandebron stopt met het laden van de auto's als de vraag naar elektriciteit op het net een piek heeft. Als de vraag naar elektriciteit weer lager is, wordt het laden hervat. Op die manier hoeven fossiele energiecentrales niet extra aangezet te worden en kunnen de auto's zoveel mogelijk opgeladen worden met duurzame stroom.

### Overname door Essent
In november 2019 is Vandebron overgenomen door Essent, onderdeel van E.ON. De overnamesom is niet bekendgemaakt. Vandebron blijft onafhankelijk werken en voor de 300 medewerkers verandert er weinig. Door de samenwerking kan Vandebron meer diensten aanbieden zoals zonnepanelen en middelen om energie te besparen. Sinds 2018 was het bedrijf al op zoek naar een nieuwe aandeelhouder omdat een van de bestaande aandeelhouders wilde uitstappen. In de zomer werd nog gemeld dat Greenchoice geïnteresseerd zou zijn, maar die gesprekken zijn op niets uitgelopen.
In augustus 2023 was Vandebron de eerste die terugleveringskosten voor zonnepanelen in rekening ging brengen, later volgde nagenoeg alle andere energieleveranciers.